# Yoohanon Chrysostom Kalloor

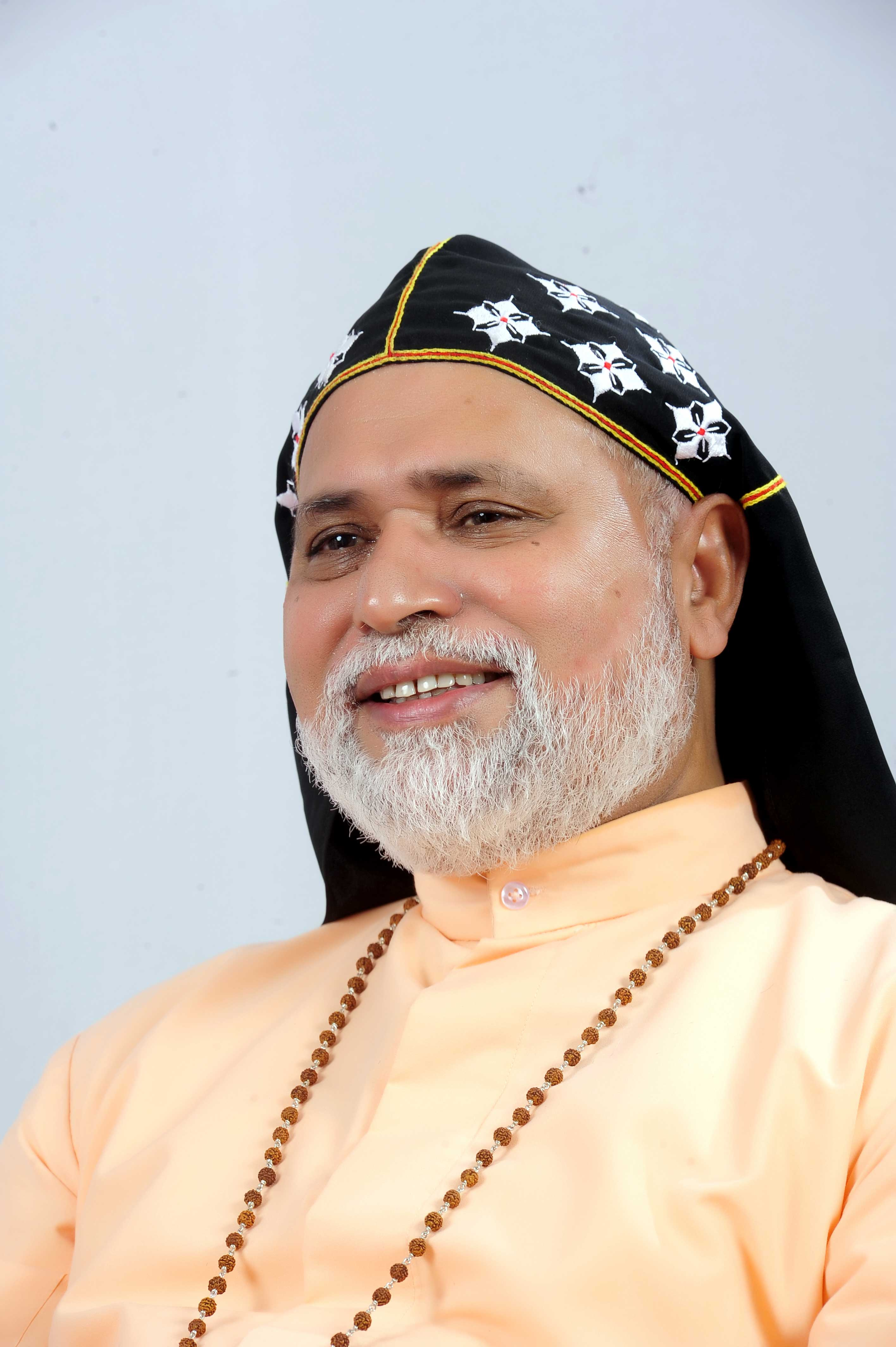
Bischof Yoohanon Chrysostom Kalloor

Yoohanon Chrysostom Kalloor (* 19. Mai 1944 in Kadammanitta, Indien) ist ein indischer syro-malankara katholischer Geistlicher und emeritierter Bischof von Pathanamthitta.

## Leben
Yoohanon Chrysostom Kalloor empfing am 5. Mai 1973 das Sakrament der Priesterweihe.
Am 16. April 1998 ernannte ihn Papst Johannes Paul II. zum Bischof der Eparchie Marthandom. Der syro-malankara katholische Erzbischof von Trivandrum, Cyril Baselios Malancharuvil OIC, spendete ihm am 29. Juni desselben Jahres die Bischofsweihe; Mitkonsekratoren waren der Bischof von Tiruvalla, Geevarghese Timotheos Chundevalel, und der Bischof von Battery, Geevarghese Divannasios Ottathengil. Am 25. Januar 2010 ernannte ihn Papst Benedikt XVI. zum ersten Bischof der mit gleichem Datum errichteten Eparchie Pathanamthitta.
Die syro-malankarische Synode nahm am 7. Juni 2019 seinen altersbedingten Rücktritt an.